# Aculus cornutus
Aculus cornutus är en spindeldjursart som först beskrevs av Banks 1905.  Aculus cornutus ingår i släktet Aculus och familjen Eriophyidae. Inga underarter finns listade i Catalogue of Life.